# ريان أونيل (لاعب كرة قدم بريطاني)
ريان أونيل (بالإنجليزية: Ryan O'Neill)‏ (19 يناير 1990 في المملكة المتحدة - ) هو لاعب كرة قدم بريطاني في مركز الدفاع. شارك مع منتخب أيرلندا الشمالية تحت 21 سنة لكرة القدم. أما مع النوادي، فقد لعب مع غلينتوران ونادي بارنت ووست هام يونايتد وDungannon Swifts F.C. ‏.

## وصلات خارجية
- ريان أونيل على موقع قاعدة بيانات كرة القدم.إي يو (الإنجليزية)
- ريان أونيل على موقع Soccerbase.com (لاعب) (الإنجليزية)